# Todfeinde
Todfeinde (Originaltitel: 5 Card Stud) ist ein US-amerikanischer Western aus dem Jahr 1968 mit Dean Martin und Robert Mitchum in den Hauptrollen. Der Film basiert auf einem Roman von Ray Gaulden.

## Handlung
Im Jahr 1880 endet in Colorado eine Partie Five-Card-Stud-Poker tödlich: Weil einer der Männer falschspielt, wird er von seinen Kontrahenten gelyncht. Nur einer der Spieler, Van Morgan, versucht den Mord zu verhindern. Als wenig später Reverend Rudd, der Bruder des Toten, auftaucht, werden die Täter nach und nach von ihm umgebracht. Letzter Überlebender ist der unschuldige Van Morgan. In einer letzten Konfrontation tötet er den Reverend.

## Kritik
Das Lexikon des internationalen Films urteilte, dass der Film „ein spannend und sorgfältig inszenierter Western“ sei. Joe Hembus merkt an, Todfeinde sei „ein finsterer Film, in dem der grimmige alte Hathaway ausschweifend seinem Hang zu Grausamkeiten frönt.“ Phil Hardy urteilt, der Film vergeude seine Besetzung und die ungewöhnliche, mysteriöse Erzählung „mit sinnloser Gewalt“. Der Regisseur versuche, mit ungewöhnlichen Kameraperspektiven seine Geschichte zu intensivieren, doch im Ergebnis sei nur „ein Mangel an Hingabe“ zu beobachten.